# 长海路街道
长海路街道是中国上海市杨浦区的一个街道办事处，位于杨浦区东北部，介于上海市区内环线与吴淞码头中间。原为五角场镇，2019年4月22日，五角场镇建制撤销，增设长海路街道。
原五角场镇前身为五角场乡，由于长海路街道地理位置重要，水陆交通便利，四季气候分明，平地宽广，有近千年的成陆历史。长海路街道连接着区内的殷行街道、新江湾城街道、五角场街道、控江路街道、延吉新村街道和长白新村街道。辖境有上海体育学院、第二军医大学、上海金融学院、上海电力学院等高校。黄兴公园也坐落于境内。另外还有中环军工路立交桥和翔殷路隧道等公共交通设施。上海轨道交通八号线也穿越长海路街道。

## 历史
在上海开埠之后，五角场地区由于控扼黄浦江下游，地理位置临近吴淞码头，地位日益受到格外重视。中华民国初期，孙中山曾经设想把五角场规划为新上海，以与位于上海市中心的两租界相抗衡。1932年，上海市政府开始按照“大上海计划”蓝图实施，开发五角场地区，在淞沪会战爆发以前，陆续建成了一批政府设施，如：上海市政府机关大楼、上海市体育场、博物馆、图书馆、医院、虬江码头、市立第一公园，以及60多条马路等设施。日本占领上海后，在最初的几年，也曾选中五角场筹划建设“上海大都市计划”，建造了大型机场——江湾机场（今已废弃、位于今新江湾城街道），还挖掘地道、建造兵营、以及军队家属宿舍等。1949年5月27日，中国人民解放军占领上海，7月4日，新市区人民政府成立。其后，五角场地区编制多次变更，1962年11月正式成立五角场镇建制，1984年9月划归杨浦区管辖。
2019年4月22日，五角场镇建制撤销，增设长海路街道，管辖范围除了原五角场镇全部管辖区域，原属五角场街道管辖的国顺东路以北、双阳北路以东、原上海拖拉机厂和原上海储运公司仓库围墙以西、安波路以南区域也被划拨给长海路街道。6月4日，长海路街道办事处挂牌成立。

## 行政区划
长海路街道下辖以下居委会：国和路第一居委会、市光居委会、市光路第三居委会、黑山新村居委会、洪东居委会、梅林居委会、虬江居委会、翔殷路四九一弄居委会、梅花村居委会、兰花村居委会、长海居委会、体院居委会、长海一村居委会、长海三村居委会、浣纱三村居委会、浣纱四村居委会、浣纱六村居委会、市京一村居委会、市光路第二居委会、民京路第一居委会、国顺东路二十六弄居委会、中翔居委会、兰新居委会、中原路九十九弄居委会、长海二村居委会、佳木斯路居委会、佳木斯路三一五弄居委会、中农新村居委会、翔殷新村居委会、教师公寓居委会、佳泰居委会、黄兴花园居委会、世界居委会、东方名城居委会、佳龙居委会、黄兴绿园居委会、香阁丽苑居委会、文化佳园居委会、莱茵居委会、盛世豪园居委会、民庆家园居委会、星云居委会、海上硕和城居委会。